# Rawson
Rawson ist die Hauptstadt der Provinz Chubut im südlichen Argentinien. Die Stadt liegt am Ufer des Río Chubut nahe dessen Mündung in den Atlantischen Ozean unweit der Halbinsel Valdés und hat heute rund 27.000 Einwohner. Damit ist sie die bei weitem kleinste Provinzhauptstadt Argentiniens, sogar innerhalb der Provinz wird sie von vier Städten (Comodoro Rivadavia, Trelew, Puerto Madryn und Esquel) übertroffen. Der Name Rawson geht zurück auf den Innenminister Guillermo Rawson, zu dessen Ehren der Ort so genannt wurde.

## Geschichte
Am 15. September 1865 wurde die Stadt von walisischen Einwanderern inmitten eines zu dieser Zeit noch von den Tehuelche bewohnten Gebietes gegründet. Die Stadt hatte somit eine militärische Bedeutung und wurde schon im Jahr der Gründung zur Hauptstadt des damals noch als Nationalterritorium geltenden Chubut ausgerufen. Der salzhaltige Boden verhinderte allerdings die Entstehung einer erfolgreichen agrikulturellen Kolonie, so dass die Stadt schon bald von ihrem Nachbarort Trelew überflügelt wurde, der heute in fast jeder Hinsicht das Zentrum der Region ist.
1957 wurde das Nationalterritorium Chubut zur Provinz erhoben und Rawson zur Provinzhauptstadt ernannt.

## Tourismus
Sieben Kilometer östlich der Stadt, nahe dem Hafen, liegt der touristisch voll ausgebaute Badeort Playa Unión.

## In Rawson geboren
- Sergio Bastida (* 1979), Fußballspieler
- Gabriel Calderon (* 1960), Fußballspieler
- Eduardo Sepúlveda (* 1991), Radsportler